# 캉아라메르 운하
캉아라메르 운하(프랑스어: Canal de Caen à la Mer) 또는 일반적으로 캉 운하는 프랑스 칼바도스주에 있는 짧은 운하로, 캉항과 위스트림을 거쳐 영국해협으로 흘러간다. 북동쪽에서 남서쪽으로 흐르는 캉 운하는 주요 수원지인 오른강과 평행하게 흐르고, 길이는 14킬로미터 (8.7마일)이며, 두 개의 갑문으로 구성되어 있다. 운하 건설을 위한 굴착 사업은 1837년에 시작되었고, 1857년 8월 23일에 개통되었을 때, 그것은 단지 4미터 (13피트) 깊이였다. 그것은 1920년에 깊어졌다. 캉아라메 운하는 캉의 중심 지역에 있는 생피에르 분지의 선착장에서 시작되었다. 그 운하는 부두와 부두 그룹으로 구성되어 있다. 현재의 깊이는 10미터 (33피트)이고, 칼릭스 선착장에서 폭은 200미터 (660피트)에 이를 수 있다.
블레인빌쉬르오른의 부두는 600m (2,000ft) 이상이다. 그것은 일반적으로 기니 만에서 오는 이국적인 목재를 수입하는 네 번째 상업 프랑스 항구로 작용한다. 그것은 또한 철, 비료, 석탄 및 건설 자재를 싣고 내린다. 그 항구는 그 지역에서 생산되고 33,000톤의 사일로 용량을 가진 곡물을 수출한다. 운하 입구에 있는 위스트림 항구의 갑문 2개 중 하나는 길이 200미터(660피트) 이상의 선박을 수용할 수 있다. 또한 블레인빌에는 르노 트럭 제조 공장이 있다. 이 공장은 마을에서 운하 건너편과 남동쪽, 운하와 오른강 사이에 있다. 건너편에는 콜롱벨스 공동체가 있다.
이 수로는 베누빌강 옆을 지난다. 1944년 6월 6일 노르망디 상륙 당시 유명한 목표였던 페가수스 다리(일명 "햄")는 베누빌 마을 근처의 운하를 건넜다. 이 운하는 연합군의 교두보 동쪽 측면에 위치해 있었기 때문에 오버로드 작전의 초기 단계 동안 전술적으로나 전략적으로 모두 중요하게 여겨졌다. 이 다리는 1994년에 교체되었다.

## 같이 보기
- 페가수스 다리